# Friedrich Ernst von Kardorff
Friedrich Ernst von Kardorff (8. juni 1791 – 3. maj 1867) var en tysk godsejer.
Han var søn af dansk generalløjtnant Augustin von Kardorff til Böhlendorff i Mecklenburg og Hedwig Sophia Margaretha von der Lühe. Han arvede Böhlendorff, blev dansk major og kammerherre.
4. september 1830 ægtede han Juliane Sophie komtesse Krag-Juel-Vind-Frijs (18. april 1811 på Søbygård - 27. januar 1899 i Dolgen am See), datter af grev Jens Christian Carl Krag-Juel-Vind-Frijs og Henriette Frederikke Magdalene, rigsgrevinde zu Innhausen und Knyphausen.